# Ondô (estado)
Ondô (Ondo) é um estado da Nigéria criado em 3 de fevereiro de 1976 a partir do antigo Estado Oeste. Originalmente incluía o que é agora o estado de Equiti, que foi dividido em 1996. Sua capital é a cidade de Acurê.